# Ludolf Rauschenplat

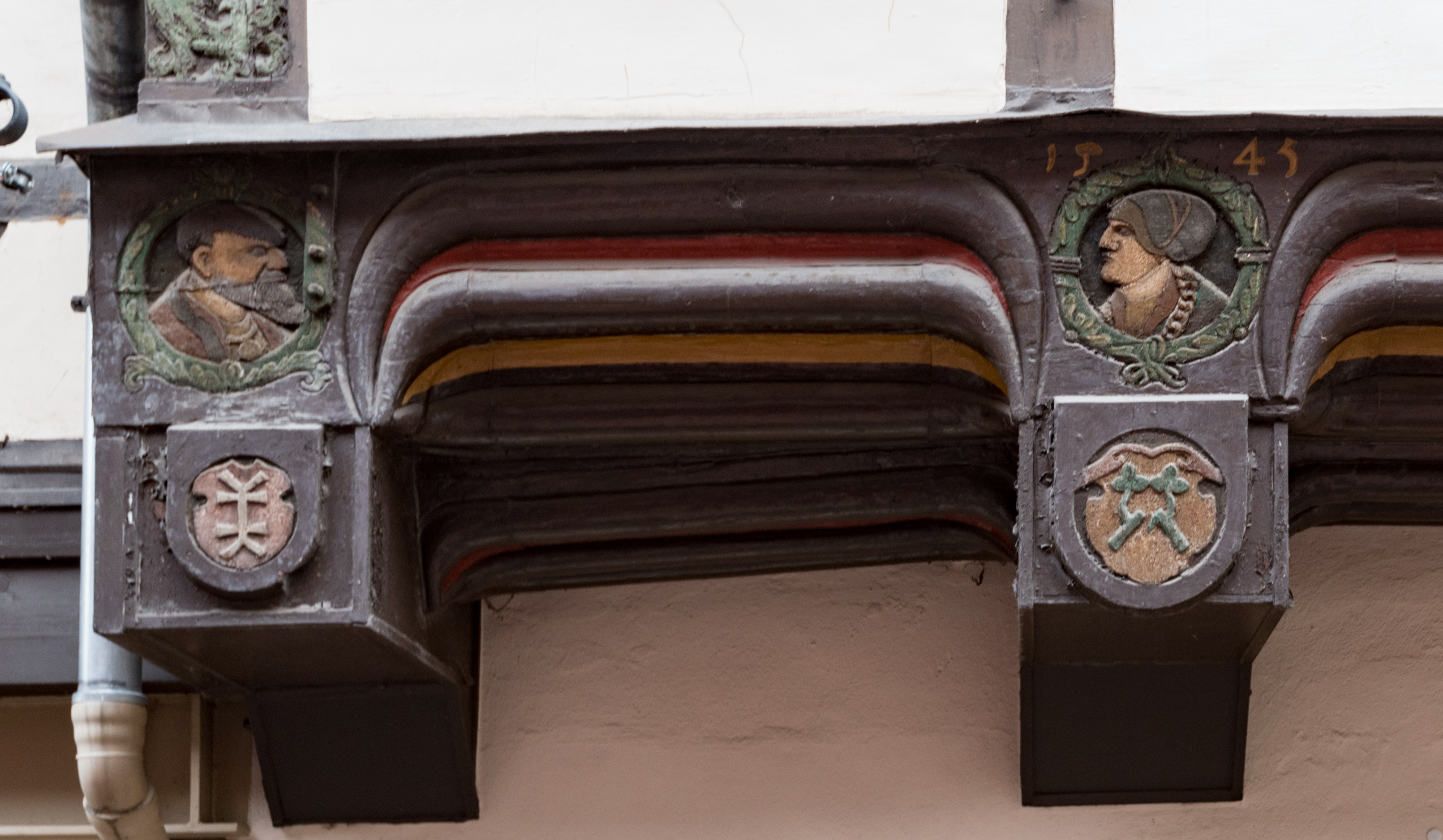
Rauschenplats Wappen rechts unten an seinem ehemaligen Wohnhaus

Ludolf Rauschenplat (* um 1485 in Einbeck; † 1557) war Mitte des 16. Jahrhunderts Bürgermeister von Göttingen.

## Leben
Rauschenplat entstammte einem illegitimen Zweig des Geschlechtes Rauschenplat, das im heutigen südlichen Niedersachsen in mehreren Orten begütert war. 1516 wurde er Mitglied in der Göttinger Kaufleutegilde, ab 1519 wohnte er im Haus Johannisstr. 6, an dessen Fassade das geschnitzte Familienwappen erhalten ist.
1531 war er Ratsherr in der Stadt. Mindestens zwischen 1533 und 1541 sowie zwischen 1543 und 1547 war er Bürgermeister der Stadt Göttingen.
Rauschenplat war an den Beratungen zur Einführung der Reformation in Göttingen beteiligt. Zudem unterstützte er den Theologen und Reformator Anton Corvinus beim Verfassen einer Kirchenordnung, die Abschnitte aus dem Werk des Andreas Osiander von 1533 übernahm. Dazu beteiligte er sich auch an Visitationen. Als Elisabeth von Calenberg 1544 eine Schatzung im Umland der Stadt erheben wollte, drohte eine bewaffnete Auseinandersetzung zwischen ihren Begleitern und den aufgebrachten Bürgern. Rauschenplat konnte diese abwenden durch einen mit Elisabeth zuvor vereinbarten Kanonenschuss, woraufhin sie aus der Gegend abreiste und sich die Lage beruhigte. In der Folgezeit wurden Kanonenschüsse in der Gegend mit dem Spruch "Rauschenplats Hahn kräht" kommentiert. Er war ein Sympathisant des Superintendenten Joachim Mörlin, der 1550 durch den Landesherrn Erich II. aus der Stadt vertrieben wurde. 1554 wurde auch Rauschenplat von dem aus dem Geschlecht Schwanenflügel stammenden Bürgermeister der Stadt und dessen Anhängern aus Göttingen vertrieben.
Nach Angaben des Chronisten Johannes Letzner wurde er in der St. Johanniskirche in Göttingen begraben. Dort hatte Mörlin den Hauptgottesdienst gehalten. Von Rauschenplats Grabplatte ist im Niedersächsischen Landesarchiv eine Zeichnung erhalten, die anlässlich eines Verfahrens vor dem Reichskammergericht angefertigt worden war.